# 比亞迪巴西工廠建築工地中國勞工權益爭議
巴西利亞時間2024年12月23日，巴西公共勞工部等多個部門聯合對中華人民共和國民營企業比亞迪在巴伊亞州卡馬薩里的工廠建築工地進行突擊檢查，稱發現約163名中國籍外判建築工人生活和工作條件極為惡劣。巴西當局調查顯示，這些工人需經許可才能離開宿舍，被迫長時間工作且無週休，護照和薪水被承包商金匠集團扣押，居住環境擁擠，缺乏基本生活設施，部分工人甚至為人口販賣的受害者。巴西當局譴責工地工作環境「有辱人格」，工人狀況「堪比奴隸」，並在事發前就已決定暫停向比亞迪旗下承包商的工人發放臨時工作簽證，直至其合法權益獲得保障。
事發後，比亞迪汽車巴西分公司分别在当地时间12月23日于巴西与12月28日于美国官网发表声明，承認工地工作環境存在問題，並將工人安置於當地旅館，同時解除與金匠集團的外判合約。然而，比亞迪品牌及公關處總經理李雲飛隨後於12月26日转发金匠巴西公关微博并評論，指控巴西當局「抹黑中國品牌，抹黑中國」。

## 背景

### 比亞迪在巴西的投資
比亞迪自2010年代起積極拓展巴西市場，並將其發展為最大的海外市場，規模遠超其他地區。2023年4月，在巴伊亞州州長傑羅尼莫·羅德里格斯領導的州政府支持下，比亞迪美洲區首席執行官李柯宣布，計劃投資30億雷亞爾（約4.842億美元）在巴西建設一座電動車製造工廠，選址於卡馬薩里工業園區。這片土地曾被福特公司使用近20年，直到該公司決定永久關閉在該國的業務。 
這將是比亞迪在拉丁美洲設立的首座電動車工廠。根據規劃，新工廠將於2025年1月至8月期間創造1萬個直接就業機會，並在2026年底前實現2萬個直接就業崗位。工廠預計於2025年底開始生產汽車，2026年底達到年產30萬輛的目標，主要供應巴西及南美市場。2024年12月3日，巴西總統路易斯·伊納西奧·盧拉·達席爾瓦會晤李柯，李柯透露正在巴伊亞州籌建一座大型技術研究中心。
根據巴西媒體《Pública》報導指，比亞迪從中國3家承包商僱用約470名中國工人，承包商各自負責提供不同的服務，其中金匠集團負責提供土木工程服務。路透社从负责此案的巴西劳工监察员处获悉，超过500名中国工人被引入巴西工作。

### 金匠建设集团与比亚迪在中国的深度合作与不良记录
比亚迪近年大幅扩张国内的汽车产业与云巴业务，与多家建筑公司长期且深度关联合作，包括金匠建设集团有限公司。天眼查显示，金匠建设为比亚迪建设工程有限公司的历史股东，其官网更新停留在2018年。
2023年，金匠建设承建东莞比亚迪新能源汽车关键零部件项目被曝存安全隐患，收到东莞市住房和城乡建设局红色警示。另据青悦ESG数据库中查询该公司处罚情况，仅“金匠建设集团有限公司”自身从2019年到2024年就累计有45条处罚，涵盖了环保、安全、劳动等大量处罚。

### 海外中國工人的處境
中國勞工觀察在其針對海外中國工人權益的報告中指出，參與海外「一帶一路」項目的中國工人，常受到國企和央企承包商的欺瞞與剝削。他們在出國後面臨種種限制，包括護照被扣押、強制繳納押金以及簽署非法合同。此外，工資經常被拖欠，並受到苛刻的考核和懲罰制度約束，工作環境受到嚴密監控，幾乎沒有任何自由。
英屬哥倫比亞大學歐肯那根分校經濟、哲學與政治學系助理教授艾孟德（Manfred Elfstrom）接受美國之音訪問指，這些工人往往陷入進退兩難的境地。他們不僅幾乎無法選擇返回家鄉，也無法解決在工作中遭受的虐待。有些人甚至連查看合同條款或瞭解工作場所基本設施的權利都被剝奪。他們的活動範圍被嚴格限制，一些工地由曾服役於軍隊的武裝警衛看守，使工人與當地社會完全隔絕。

### 中國工人遭遇虐待與剝削的報導
《Pública》於2024年11月收到消息來源的投訴，指控比亞迪在巴伊亞州卡馬薩里工地內的中國工人遭受多種虐待。一些工人提供的影像顯示，一名中國工人在被中國監工踢打後倒地不起。此外，畫面還顯示，一個本應用於冷藏啤酒和汽水的小型冷藏箱被用來盛裝供數百名工人食用的湯。報導指出，中國工人在工地面臨惡劣條件，包括身體虐待；居住在骯髒擁擠、照明不足且男女混居的宿舍；不衛生的廁所設施；以及缺乏基本的個人防護設備。
消息人士還提到，由於不懂葡萄牙語，中國工人在試圖提出正式投訴時面臨嚴重的溝通障礙。根據巴西法律，外籍員工應享有與本地員工同等的勞動權益，包括十三薪、休假津貼和每日工時限制。然而，消息來源透露，中國工人的待遇與巴西工人差距懸殊。巴西工人每天工作8至10小時，中午可休息1至2小時，並享有每週休息日；相對而言，中國工人每日工時長達12小時，無任何週末休息，用餐也需在工作地點完成。
針對這些指控，《Pública》聯繫比亞迪尋求回應。比亞迪在聲明中表示，其已在巴西運營10年，「嚴格遵守當地法律」，但對於中國工人遭虐待的指控未作出正面回應。
11月11日，巴西聯邦警察、公共勞工部、檢察官及相關專家對該工地進行檢查，旨在調查工人工作環境的健康與安全狀況。然而，此次檢查僅限於部分施工區域，未涉及宿舍或整個組裝空間。檢查後，有關部門要求比亞迪進行整改。比亞迪聲稱，檢查「指出了營運中需要進行具體調整的部分」，並承諾緊急採取行動糾正不符合規範的問題，但未具體說明所需整改的內容或進展。
12月2日，比亞迪帶領記者和知名人士前往檢查工地狀況，巴西媒體《Autoesporte》報導指，眾人只能沿著比亞迪預先提供的路線視察。該媒體向比亞迪汽車巴西分公司副總裁亞歷山大·鮑爾迪提問工人的權益狀況，鮑爾迪稱：「公司不允許任何不尊重勞工權益的行為」。

## 指控

### 巴西當局的行動
12月20日，巴西司法部請求巴西外交部暫停向比亞迪發放臨時工作簽證，直至比亞迪必須提交完全符合巴西法規的計劃，該指令同時轉發給巴西駐中華人民共和國大使館。
12月23日，由公共勞工部、勞工與就業部、聯邦公共辯護局、聯邦公路警察、聯邦檢察署和聯邦警察組成的聯合小組突擊檢查車廠工地。《Autoesporte》稱，在上一次檢查後，相關部門已要求比亞迪整改，但比亞迪「似乎什麼也沒做」。在第二次檢查中，據當地媒體形容，小組「解救163名被奴役勞動的工人」。
巴西當局要求承包商金匠集團將這些工人帶至警局，完成國家移民登記手續，並在稅務系統中註冊以獲取個人納稅人編號，從而保障工人能收到應得薪資及合同解約賠償金。此外，金匠集團還被要求為7名計劃於2025年1月1日返回中國的工人提供回程機票及每人120美元的旅行補助費用。
巴西當局指金匠集團聲稱其聘用中國工人是因為他們熟悉車廠工地所需的技術，但這些工人僅以「顧問」身份來到巴西，並不具備相關專業背景。
事發後，涉事的車廠工地被聯合工作小組封停施工。巴西當局稱檢察官可能對涉事方採取刑事起訴，形容受影響的中國工人為「以勞動剝削為目的的國際人口販運受害者」，但美國之音報導指，控方並未有提出支持其說法的證據。
2025年1月8日，据路透社报道，负责此次调查的巴西劳工监察员表示超过500名中国工人是持“非正规签证”被引入巴西工作。
2025年5月27日，巴西檢察官以涉嫌人口贩运以及工人劳动环境“近似奴役”為由對比亚迪、金匠集团和Tecmonta公司發起訴訟。

### 公共勞工局對比亞迪和金匠集團的指控
公共勞工局在12月26日的聽證會中指控比亞迪和金匠集團嚴重侵犯中國工人權益，譴責工地工作環境「有辱人格」，工人狀況「堪比奴隸」。據聯合工作小組突擊檢查所揭發狀況所示：工人們睡在沒有床墊的雙層床上，由於缺乏儲物設施，只能將私人物品與食材混放在一起；31人共用一個衛生間，為了能夠使用，工人們不得不凌晨4點起床排隊，直到5點30分才能準備出發工作。
宿舍內廁所數量嚴重不足，且沒有性別分區，衛生條件極為惡劣。工人們只能在廁所裡洗衣服；廚房裡則堆放著建築材料，食物暴露在地面。多數工人只能在床上進食，飲用的水也不潔淨。此外，工地上頻繁發生工傷事件，工人薪資遭拖欠，且長時間超負荷工作，整體福利條件極其惡劣。根據路透社報導，勞工監察員莉安娜·杜朗表示，工人若想離開宿舍必須經過批准，且至少有107人的護照被僱主扣留，不符合巴西勞動法律的最低標準。按巴西法律條文，被强迫勞動、惡劣的工作條件、工時過量、以及限制個人自由的對象，該對象符合巴西法律所定義下的「奴隸」。

### 比亞迪和金匠集團對指控的反駁
起初比亞迪汽車巴西分公司不晚于24日发布声明，在26日的聽證會上承認工地工作環境存在問題，並將工人安置於當地旅館，同時解除與金匠集團的外判合約。但同日稍後，兩家企業都不同意公共勞工局的指控。
金匠集團在微博發表聲明，反駁公共勞工局對其奴役工人的說法：
「……近期遭到巴西當地勞工部門頻繁密集檢查。因文化差異，其誘導性的問詢加上語言翻譯理解的偏差，勞工部門新聞發布的訊息很多表達不準確，尤其是表述金匠的員工被『奴役』，被『解救』，與事實完全不符，我們的員工希望自己站出來講出真實的情況，並願意接受任何媒體的採訪和詢問。」——新浪微博@金匠集团巴西分公司
在聲明中，金匠集團附上影片，片中的對象據稱是一群金匠所聘用的中國工人，其中兩人向鏡頭宣讀工人聯合簽署信，信件附有工人簽名和手印。信中稱中國工人們「給扣上了『奴隸』的帽子，讓我們感覺人格收到了侮辱，人權受到了侵犯。」信中解釋「107名工人護照被扣押」一事是因為讓金匠統一辦理臨時身份作證，而非蓄意扣留。信中稱中國工人願意繼續留在巴西繼續工作，不欲被強制遣返。
比亞迪品牌及公關處總經理李雲飛轉發金匠集團的聲明，並評論稱「欲加之罪，何患無辭」。他在轉發的帖文稱：
「在抹黑中國品牌、抹黑中國，以及企圖破壞中巴友誼的事情上，見識了境外相關勢力如何惡意關聯、蓄意抹黑，國內部分自媒體如何裡應外合。」——新浪微博@不会武功的武功李云飞
路透社詢問比亞迪對巴西當局指控的回應時，路透社被比亞迪代表告知查看李雲飛的評論。

## 影響
比亞迪車廠工地失去金匠外判工人的服務後，卡馬薩里電動車廠的第二階段建設可能受到延誤。據消息人士透露，第二階段原定於2025年8月開始，屆時比亞迪承諾達成「全面生產」，國產化率將達70%。比亞迪已預計可能出現30至120天的延誤，目標仍是在2025年啟動生產活動。

## 反應
12月25日，中華人民共和國外交部發言人毛寧被問及此事件時，她稱中華人民共和國駐巴西大使館已經與巴西當局核實情況並處理相關事宜。
中國網民對此事反應不一，有網民認為是「西方蓄意抹黑」，有的網民認為是巴西對中國996文化帶來的文化差異的不適應所導致的衝突。也有自媒体批评巴西当局指控为突查和污蔑，将27日商务部对进口牛肉进行保障措施立案调查视为反击。